# Mangifera sylvatica
Mangifera sylvatica är en sumakväxtart som beskrevs av William Roxburgh. Mangifera sylvatica ingår i släktet Mangifera och familjen sumakväxter. Inga underarter finns listade i Catalogue of Life.